# Krupa na Uni
La municipalidad de Krupa na Uni se localiza dentro de la región de Banja Luka, dentro de la República Srpska, en Bosnia y Herzegovina.

## Localidades
Esta municipalidad de la República Srpska, localizada en Bosnia y Herzegovina se encuentra subdividida en las siguientes localidades a saber:
- Donji Dubovik
- Donji Petrovići
- Osredak
- Arapuša
- Gornji Bušević
- Hašani
- Mali Dubovik
- Otoka
- Srednji Bušević
- Srednji Dubovik.

## Geografía
La municipalidad se extiende desde la cuenca del río (aunqu no lo toca) Grmec Hasan. El relieve es montañoso. El río más caudaloso es el Vojskova que se origina en la Federación de Bosnia y Herzegovina, y desemboca en el río Una, en Rudic, municipio de Novi Grad, República Srpska. 

## Demografía
Si se considera que la superficie total de este municipio es de 93,13 kilómetros cuadrados y su población está compuesta por unas 1.852 personas, se puede estimar que la densidad poblacional de esta municipalidad es de veinte habitantes por cada kilómetro cuadrado de esta división administrativa.